# Aftershock (2012)
Aftershock é um filme chileno-estadunidense de 2012, escrito e dirigido por Nicolás López.

## Sinopse
Depois de um terremoto entrar em erupção no Chile, um turista descobriu que uma prisão vizinha na área desabou no evento, e todos os criminosos sobreviventes conseguiram se libertar. Logo eles descobrem que a coisa mais terrível, mais ameaçador que a Mãe Natureza, é o que ela criou.

## Elenco
- Eli Roth como Gringo
- Andrea Osvárt como Monica
- Ariel Levy como Ariel
- Natasha Yarovenko como Irina
- Nicolás Martínez como Pollo
- Lorenza Izzo como Kylie
- Marcial Tagle como Bombeiro
- Ramón Llao como Ramón
- López Matías López como Marito
- Álvaro López Álvarez como Jesús (Álvaro López)
- Selena Gomez como Lisa